# Neferkare Khendu
Neferkare Khendu (cũng là Neferkare IV) là một vị pharaon Ai Cập của Vương triều thứ Tám trong giai đoạn đầu thời kỳ Chuyển tiếp thứ nhất (2181–2055 TCN). Theo các nhà Ai Cập học Kim Ryholt, Jürgen von Beckerath và Darell Baker thì ông là vị vua thứ Sáu của vương triều này
Tên của Neferkare Khendu chỉ được chứng thực trong bản danh sách vua Abydos (số 45), một bản danh sách vua có niên đại thuộc về thời đại Ramesses, và không có mặt trong bản danh sách vua Turin vì một vết hổng lớn trên văn kiện này đã ảnh hưởng đến hầu hết các vị vua của hai vương triều 7/8

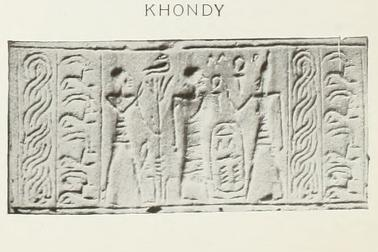
Con dấu hình trụ có khắc đồ hình của "Khamudi", được quy cho là của Neferkare Khendu bởi Henri Frankfort.

Không có sự chứng thực chắc chắn nào có thể quy cho Neferkare Khendu ngoài bản danh sách vua Abydos, mặc dù có một con dấu hình trụ khắc tên đồ hình Ḫndy, "Khendy", đã được quy cho ông một cách tạm thời bởi nhà Ai Cập học Henri Frankfort vào năm 1926. Tuy nhiên, các học giả ngày nay đã chỉ ra rằng tên đồ hình trên con dấu này dường như đọc là "Khamudi", tên của vị vua Hyksos cuối cùng, và hơn nữa đồ hình này được khắc thêm vào con dấu này như là để lấp đầy chỗ trống thay vì là một tham chiếu rõ ràng tới vị vua này Con dấu này hiện nay đang được lưu giữ tại bảo tàng Petrie, số danh mục UC 11616.